# Mickie Krause

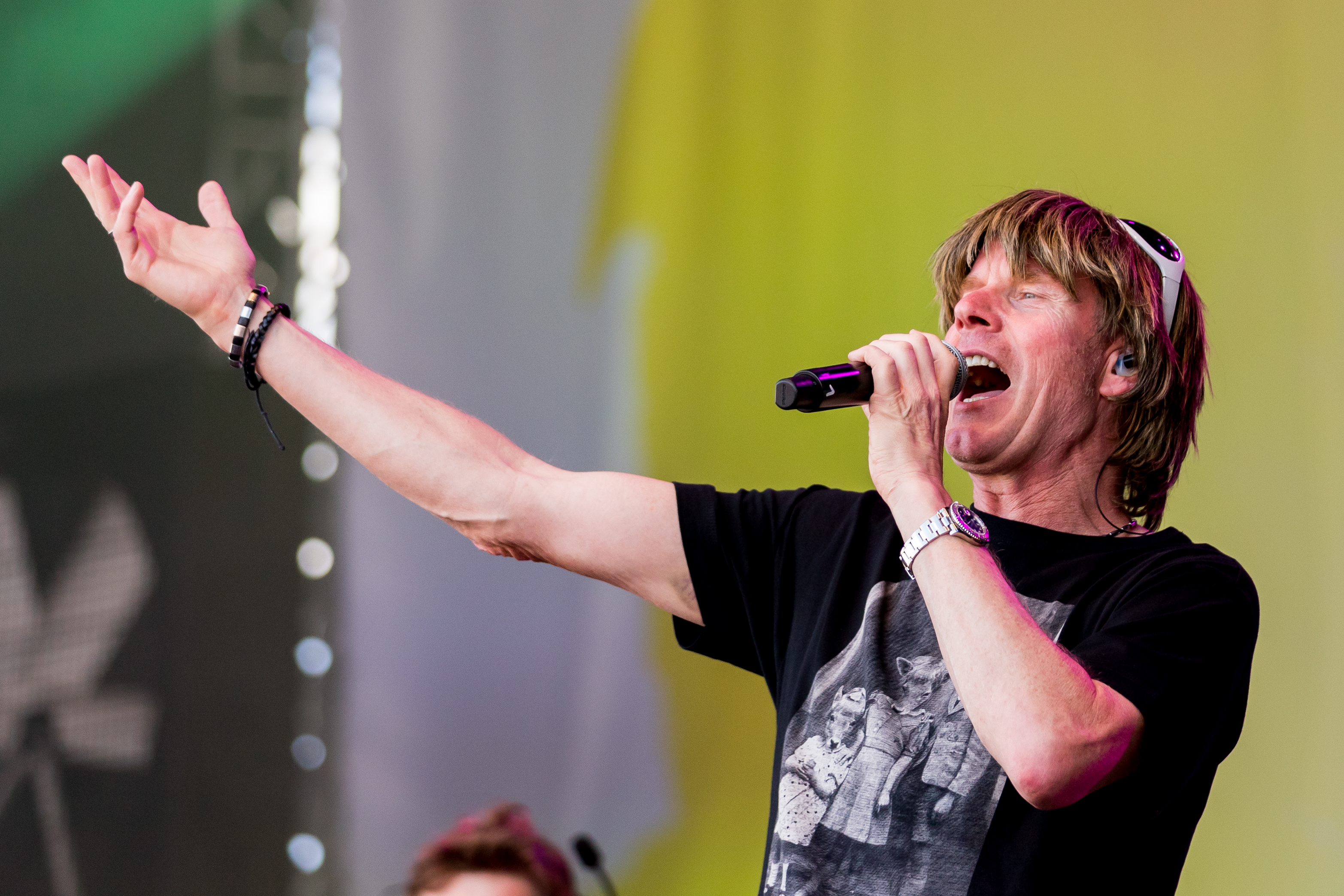
Mickie Krause, 2022

Mickie Krause (* 21. Juni 1970 als Michael Engels in Wettringen) ist ein deutscher Partyschlagersänger und Entertainer. Seinen Durchbruch hatte er 1999 mit dem Lied 10 nackte Friseusen.

## Leben

### Herkunft und Ausbildung
Mickie Krause, der eigenen Angaben nach weder ein Instrument spielen noch Noten lesen kann, war in seiner Jugend Sänger einer Schulband und Gruppenleiter bei der katholischen Deutschen Pfadfinderschaft Sankt Georg. Im Alter von 15 Jahren wurde er zum Bravo-Boy gewählt. Nach der Schulzeit machte er zwei Ausbildungen, zum Textilveredler und zum Jugend- und Heimerzieher.

### Privates
1991 lernte Mickie Krause seine spätere Frau Ute kennen, der er 2009 das Lied Nichts reimt sich auf Uschi! (Das halbfertige Lied) widmete. Das Paar heiratete 1999 standesamtlich und 2001 kirchlich. Aus der Ehe entstammen drei Töchter und ein Sohn. Die Familie lebt in Wettringen, auf Norderney und Mallorca.
Im Februar 2022 wurde bei Krause in der VOX-Show Showtime of my Life – Stars gegen Krebs Blasenkrebs diagnostiziert.

## Karriere

### Anfänge und erste Erfolge
Mit 15 hatte er mit Freunden seine erste Rockband namens The Solution. In den 1990er Jahren war er Warm-Upper bei Birte Karalus, Oliver Geissen und Hans Meiser. Außerdem war er Sänger der Schlagerband Erika Rehbein und das Schlagerkarussell. Er trat außerdem unter dem Künstlernamen Alfons Schwarzenengels in Discos im ländlichen Raum in Westfalen auf. Durch seinen Kölner Musiklehrer lernte er den Darsteller von Atze Schröder kennen, mit dem er als Hardies Pop Show in Discos mit Schlagern auftrat.
Seine erste Single Anita erschien 1998 auf dem Label Ladyland von Dance Street Records, die ihn damit auch im selben Jahr nach Mallorca ins Riu Palace brachten. Seit 1999 trat er dort regelmäßig in der Diskothek an der Platja de Palma auf Mallorca auf und gehört in der Hauptsaison zu den erfolgreichsten Akteuren der Szene. In der Wintersaison hat er zahlreiche Auftritte bei Après-Ski-Partys in den dafür bekannten Wintersportorten sowie auf Mallorca-Partys in ganz Deutschland. Eines seiner Markenzeichen ist eine Langhaarperücke, mit der er sein Privatleben schützen will.

### Durchbruch und weitere Karriere
1999 hatte Krause mit dem Lied 10 nackte Friseusen seinen Durchbruch. Diese und weitere Singles schafften den Sprung in die deutschen Hitparaden. Die Texte von Krauses Liedern stammen zum größten Teil von Klaus Schulze-Welberg unter dem Pseudonym „Amaretto“.
2003 kam Krauses zweites Studioalbum Krause Alarm – Das beste Partyalbum der Welt heraus, auf dem seine späteren Ballermann-Hits wie Geh doch zu Hause, du alte Scheiße! und Reiß die Hütte ab enthalten sind. Sein 2007 veröffentlichtes Album Vom Mund in die Orgel beinhaltet Einspielungen gängiger Mundorgel-Klassiker. Der Titel der ersten Singleauskopplung aus diesem Album, Finger im Po, Mexiko, geht auf einen Text von Max Goldt zurück. Der mexikanische Botschafter in Deutschland Jorge Castro-Valle Kuehne beschwerte sich über das Lied bei Krauses Plattenfirma EMI: „Wie Sie sicher verstehen werden, hat der Titel unter den Mitgliedern der in Deutschland lebenden mexikanischen Gemeinde große Empörung hervorgerufen, die zu Recht darüber verärgert sind, dass der Name Mexikos auf eine derart respektlose und vulgäre Weise verwendet wird.“ Das Lied seiner fünften Single, Zeig doch mal die Möpse, geschrieben für eine hohe Stimmlage, kann er nach zwei Stimmbandoperationen nicht mehr in der Originalversion singen.
Krause arbeitet seit vielen Jahren mit den Produzenten von Xtreme Sound und mit Hermann Niesig zusammen. 2022 gab Krause bekannt, dass er unter Blasenkrebs gelitten, die Erkrankung aber überwunden habe. Er werde seine Auftritte nun reduzieren und nur noch bis Jahresende 2022 auf Mallorca im Mega-Park auftreten.

### Fernsehauftritte
2014 wirkte Krause in der deutschen Koch-Castingshow Hell’s Kitchen (Sat.1) mit. Im März 2015 nahm er im „Deutschland 2“-4er-Wok von Elton an der TV Total Wok-WM 2015 teil. 2021 nahm er an der 14. Staffel von Let’s Dance teil. Er schied mit seiner Tanzpartnerin Malika Dzumaev in Folge 6 aus.

### Soziales Engagement
Mickie Krause setzt sich gemeinsam mit der Stiftung Fly and Help für bessere Bildungschancen von Kindern in Afrika ein. Er gründete und finanzierte vier Schulen in Ruanda, Kenia und Namibia.

## Stil und Rezeption
Krauses Lieder sind Partyschlager bzw. Ballermann-Musik. Oftmals verwendet er die Melodien bekannter Klassiker und Oldies, die mit neuen Texten versehen wurden. Supa Deutschland beispielsweise enthielt Motive aus Guantanamera, Orange trägt nur die Müllabfuhr basiert auf Go West von den Village People, Ich glaub hier ist doch wieder Alkohol im Spiel verwendete stellenweise die Melodie von John Brown’s Body, und Jan Pillemann Otze die von Son ar chistr. Ich bin solo basiert auf dem Hit Sailing von Rod Stewart. Charakteristisch für Krauses Texte sind frivole Vexierreime, etwa in 10 nackte Friseusen, Jan Pillemann Otze und Nichts reimt sich auf Uschi.
Den Vorwurf, seine Texte seien sexistisch und anzüglich, wies er 2011 zurück: „Sie sind vielmehr doppeldeutig und immer ganz knapp oberhalb der Gürtellinie. […] Intellektuelle, die tiefgreifende Texte hören wollen, sollen zu einem Konzert von Herbert Grönemeyer gehen.“ Über seine musikalische Entwicklung sagte er 2014: „Ich bin ja nicht mehr dieser Schmuddelsänger von 1998, Zehn nackte Frisösen, Zeig doch mal die Möpse, sondern habe mich in den letzten Jahren mit Nur noch Schuhe an oder Schatzi, schenk mir ein Foto auch musikalisch weiterentwickelt, einem noch größeren Publikum geöffnet und bin kompatibler und erwachsener geworden.“

## Diskografie
Studioalben

| Jahr | Titel Musiklabel                                                                                     | Höchstplatzierung, Gesamtwochen, AuszeichnungChartplatzierungen (Jahr, Titel, Musiklabel, Platzierungen, Wochen, Auszeichnungen, Anmerkungen) | Höchstplatzierung, Gesamtwochen, AuszeichnungChartplatzierungen (Jahr, Titel, Musiklabel, Platzierungen, Wochen, Auszeichnungen, Anmerkungen) | Höchstplatzierung, Gesamtwochen, AuszeichnungChartplatzierungen (Jahr, Titel, Musiklabel, Platzierungen, Wochen, Auszeichnungen, Anmerkungen) | Anmerkungen                           |
| Jahr | Titel Musiklabel                                                                                     | DE | AT | CH | Anmerkungen                           |
| ---- | --- | --- | --- | --- | ------------------------------------- |
| 2001 | OK … folgendes – Meine größten Erfolge Teil 2 Electrola (EMI)                                        | DE85 (2 Wo.)DE | — | — | Erstveröffentlichung: 5. Januar 2001  |
| 2003 | Krause Alarm – Das beste Partyalbum der Welt Electrola (EMI)                                         | DE76 (1 Wo.)DE | — | — | Erstveröffentlichung: 13. Juni 2003   |
| 2006 | Wie Blei in den Regalen – 19 Songs, alles Hits Electrola (EMI)                                       | DE56 (3 Wo.)DE | — | — | Erstveröffentlichung: 28. Juli 2006   |
| 2007 | Vom Mund in die Orgel – Mickie Krause singt die schönsten Fahrten- und Wanderlieder! Electrola (EMI) | DE74 (1 Wo.)DE | — | — | Erstveröffentlichung: 27. Juli 2007   |
| 2010 | Entscheidung auf Mallorca Electrola (EMI)                                                            | DE70 (1 Wo.)DE | — | — | Erstveröffentlichung: 30. Juli 2010   |
| 2012 | Eins.Plus.wie.immer Electrola (EMI)                                                                  | DE30 (2 Wo.)DE | — | — | Erstveröffentlichung: 17. August 2012 |
| 2014 | Ein Wort sagt mehr als 1000 Bilder Rhingtön (UMG)                                                    | DE27 (2 Wo.)DE | — | — | Erstveröffentlichung: 30. Mai 2014    |
| 2025 | Plus 1 Madizin Music (GTG)                                                                           | DE20 (1 Wo.)DE | — | — | Erstveröffentlichung: 14. März 2025   |

## Filmografie
- 2010–2012: Mickie Krauses Sommersause (Jamba TV)
- 2012: Berlin – Tag & Nacht (RTL II, mehrere Folgen)
- 2013: Köln 50667 (RTL II, eine Folge)
- 2014: Hell’s Kitchen (Sat.1)
- 2014, 2019: Grill den Henssler (VOX, zwei Folgen)
- 2014: Jetzt wird’s schräg (Sat.1, eine Folge)
- 2014: Das verrückte Körperquiz (Sat.1, eine Sendung)
- 2016: Verliebt auf Mallorca (Sat.1)
- 2016: Einstein (1x08 – Thermodynamik) als Leiche
- 2020: Buchstaben Battle (Sat.1, vier Sendungen)
- 2020: Täglich frisch geröstet (RTL+, eine Sendung)
- 2020: Ninja Warrior Germany (RTL, eine Sendung)
- 2021: Let’s Dance (RTL)
- 2021: 5 gegen Jauch (RTL, eine Sendung)
- 2021: Die ultimative Chartshow (RTL, eine Sendung)
- 2021: Ninja Warrior Promi-Special (RTL, eine Sendung)
- 2021: The Masked Singer – Die rätselhafte Weihnachtsshow (ProSieben, eine Sendung)
- 2022: Ich bin ein Star – Die Stunde danach (RTL)
- 2022: Krause kommt (SWR Fernsehen, eine Sendung)
- 2023: Last Exit Schinkenstraße (Amazon Prime)

## Auszeichnungen
- Ballermann-Award
  - 2007
  - 2011: in der Kategorie „Bester Live-Act“
  - 2013: in der Kategorie „Bester Live-Act“
  - 2018: in der Kategorie „Sonder-Award der Medien 20 Jahre“
  - 2019: in der Kategorie „Beste Live Show“[28]

- Smago! Award
  - 2021: für „Erfolgreichster deutscher Partyschlager- und Stimmungssänger + Erfolgreichster Megapark-Künstler aller Zeiten“[29]
- 2019: Bester Partyact 2018 – Publikumspreis von Schlager.de[30]